# Виртуелна свест
Виртуелна свест (енгл. Transcendence) је амерички научно-фантастични трилер из 2014. године који је режирао сниматељ Воли Пфистер, а написао Џек Паглен. У филму глуме Џони Деп, Морган Фриман, Ребека Хол, Пол Бетани, Кејт Мара, Килијан Мерфи и Кол Хаузер. Пфистеров сарадник, Кристофер Нолан, био је извршни продуцент пројекта. 
Пагленов сценарио био је уврштен у издање „The Black List” из 2012. године, списак популарних неизрађених сценарија у Холивуду. Виртуелна свест је добила разочаравајућу зараду, која је износила само 103 милиона долара у односу на буџет од најмање 100 милиона долара. Филм је добио углавном негативне критике; критикован је због структуре радње, ликова и дијалога, али су позитивно описиване кинематографија и глума. 

## Радња
Др Вил Кастер (Џони Деп) је научник који истражује природу мудрости, укључујући и вештачку интелигенцију. Он и његов тим раде на стварању осетљивог компјутера; он предвиђа да ће такав компјутер створити технолошку сингуларност, или, његовим речима „трансценденцију” (виртуелну свест). Његова супруга, Евелин (Ребека Хол), такође је научник и помаже му у његовом раду. 
Након једне од Вилових презентација, једна анти-технолошка терористичка група „Револуционарна независност од технологије” погађа Вила метком пуњеним полонијумом и обавља низ синхронизованих напада на лабораторије вештачке интелигенције широм земље. Вилу се не даје више од месец дана живота. У очајању, Евелин долази до плана да Вилову свест учита у квантни рачунар који је развијен у пројекту. Његов најбољи пријатељ и колега истраживач, Макс Вотерс (Пол Бетани), доводи у питање мудрост овог избора, образлажући да ће „учитана” воља бити само имитација стварне особе. Вилова свест преживљава смрт свог тела у овом технолошком облику и тражи да буде повезана са интернетом како би се повећала способност и знање. Макс одбија да учествује у експерименту. Евелин захтева да Макс напусти и повеже компјутерску интелигенцију са интернетом преко сателита. 

## Улоге
- Џони Деп као Вил Кастер, научник који истражује вештачку интелигенцију.
- Ребека Хол као Евелин Кастер, Вилова супруга и колегиница научница.[5]
- Пол Бетани као Макс Вотерс, Вилов најбољи пријатељ.[6]
- Кејт Мара као Бри, вођа терористичке организације Револуционарна независност од технологије.[6]
- Килијан Мерфи као Доналд Бјукенан, агент Федералног истражног бироа.
- Кол Хаузер као Стивенс, војни официр.[7]
- Морган Фриман као Џозеф Тегер, Вилов и Евелинин ментор.[6]
- Ксандер Беркли као др Томас Кејси.
- Клифтон Колинс мл. као Мартин.[8]
- Кори Хардрикт као Џоел Едмунд, терориста. [9]
- Џош Стјуарт као Пол, слепац којег су излечиле Вилове наномашине.
- Фолк Хенчел као Боб, терориста.
- Волс Лангам као др Штраус, неуробиолог.[10]

## Приказивање
Виртуелна свест је први пут у биоскопима приказана 18. априла 2014. године. Филм је првобитно био заказан за 25. април 2014. године.
Ворнер Брос је дистрибуирао филм у САД и Канади. Сумит Ентертејнмент (преко Лајонсгејта) дистрибуирао га је на другим територијама, осим у Кини, Италији, Хонгконгу, Аустрији, Великој Британији, Аустралији, Ирској, Новом Зеланду и Немачкој. ДМГ Ентертејнмент, који је сарађивао са компанијом Алкон Ентертејнмент за финансирање и развој Виртуелне свести, дистрибуирао је филм у Кини. Кинеска верзија укључује 3D и IMAX 3D издање, које финансира ДМГ, што је одрађено у постпродукцији.

### Зарада
Виртуелна свест је зарадила 23 милиона долара у Северној Америци и 80 милиона долара на другим територијама са укупно 103 милиона долара. 
За викенд приликом премијере, филм је у петак зарадио 4.813.369 долара, у суботу 3.820.074 долара и 2.252.943 долара у недељу у Северној Америци, са укупно 10.886.386 долара зараде, а приказиван је у 3.455 биоскопа са просеком од 3.151 долара. 
Највећа друга тржишта била су Кина, Француска и Јужна Кореја, где је филм зарадио 20,2 милиона, 6,45 милиона и 5,3 милиона долара.